# European Table Tennis Union
De European Table Tennis Union (ETTU) is de Europese tafeltennisbond, opgericht op 13 maart 1957. Deze wordt door de ITTF beschouwd als hoogste gezaghebbend orgaan voor regelgeving en organisatie van tafeltennis in Europa.
De ETTU verzorgt de belangrijkste Europese internationale toernooien en houdt een officiële Europese ranglijst voor individuele spelers bij. Ze werd opgericht door België, Bulgarije, de Duitse Democratische Republiek, West-Duitsland, Finland, Frankrijk, Hongarije, Joegoslavië, Luxemburg, Nederland, Oostenrijk, Portugal, de Sovjet-Unie, Spanje, Tsjechoslowakije, Wales en Zweden, onder de Fransman Jean Belot als eerste voorzitter.

## Toernooien
De ETTU is verantwoordelijk voor onder meer de volgende toernooien:
- De Europese kampioenschappen tafeltennis - voor individuele spelers (sinds 1958)
- De Europese Top-12 - voor individuele spelers (sinds 1971)
- De European Champions League - de Europa Cup I voor clubteams (sinds 1998 als opvolger van de European Club Cup of Champions, dat sinds 1960 bestond)
- De ETTU Cup - Europa Cup II voor clubteams (sinds 1965)
- De TT-Intercup - Europees toernooi voor clubteams (sinds 1990)
- De European League - competitie voor landenploegen (sinds 1967)
- De Europese Jeugdkampioenschappen tafeltennis - voor individuele jeugdspelers (EJK, sinds 1965)
- De Europa Jeugd Top 12 - voor individuele jeugdspelers (sinds 1985)
- De European Veterans' Championships - voor individuele veteranen (sinds 1995)